# Cassidy Gifford
Cassidy Erin Gifford (née le 2 août 1993 à New York) est une actrice américaine.

## Biographie
Cassidy Gifford est la fille de l'ancien joueur de football américain Frank Gifford et de la présentatrice de télévision Kathie Lee Gifford.
En 2015, elle a été choisie par l'Esquire magazine's comme une des "18 plus belles femmes américaines, auxquelles  vous ne pourrez résister cet été" ("18 Beautiful Women America Won't Be Able to Resist This Summer")

## Vie privée
Elle est la petite sœur de Cody Gifford, et la petite demi-sœur de Kyle Gifford, Jeff Gifford et Vicky Gifford-Kennedy du premier mariage de son père.

## Filmographie

### Cinéma
| Année | Titre                        | Rôle            | Notes                                         |
| ----- | ---------------------------- | --------------- | --------------------------------------------- |
| 2011  | Adventures of Serial Buddies | Hannah          |                                               |
| 2014  | God's Not Dead               | Kara            |                                               |
| 2015  | The Gallows                  | Cassidy Spilker |                                               |
| 2015  | Caged No More                | Skye            |                                               |
| 2016  | Twisted Sisters              | Daisy           | Aussi connu sous le nom de Sorority Nightmare |
| 2017  | Synkhole                     | Cara            | Titre définitif : Time Trap                   |
| 2017  | Ten: Murder Island           | Minnie          |                                               |

### Télévision
| Année | Titre                  | Titre français                      | Rôle          | Notes                           |
| ----- | ---------------------- | ----------------------------------- | ------------- | ------------------------------- |
| 2005  | That's So Raven        | Phénomène Raven                     | Jamie         | Épisode : "Dog Day After-Groom" |
| 2010  | The Suite Life on Deck | La Vie de croisière de Zack et Cody | Kate          | Épisode : "Model Behavior"      |
| 2011  | Blue Bloods            | Blue Bloods                         | Mandy         | Épisode : "Mercy"               |
| 2017  | Like Cats And Dogs     | L'amour comme chiens et chats       | Laura Haley   | Hallmark Movie                  |
| 2024  | The Baxters            | Les Baxters                         | Reagan Decker | (série télévisée)               |